# Ґлінн Солтерс
Ґлінн Солтерс (англ. Glynn Saulters; нар. 10 лютого 1945) — американський баскетболіст.
Олімпійський чемпіон 1968 року.